# فالموث (ماساتشوستس)
فالموث (بالإنجليزية: Falmouth, Massachusetts)‏ هي بلدة أمريكية تقع في الولايات المتحدة في مقاطعة بارنستابل. يقدر عدد سكانها بـ 31,531 نسمة ومساحتها 141.0 كم2 وترتفع عن سطح البحر 3 متر.

## المناخ
يظهر الجدول التالي التغييرات المناخية على مدار السنة لفالموث:
| البيانات المناخية لـفالموث        | البيانات المناخية لـفالموث | البيانات المناخية لـفالموث | البيانات المناخية لـفالموث | البيانات المناخية لـفالموث | البيانات المناخية لـفالموث | البيانات المناخية لـفالموث | البيانات المناخية لـفالموث | البيانات المناخية لـفالموث | البيانات المناخية لـفالموث | البيانات المناخية لـفالموث | البيانات المناخية لـفالموث | البيانات المناخية لـفالموث | البيانات المناخية لـفالموث |
| الشهر                             | يناير                      | فبراير                     | مارس                       | أبريل                      | مايو                       | يونيو                      | يوليو                      | أغسطس                      | سبتمبر                     | أكتوبر                     | نوفمبر                     | ديسمبر                     | المعدل السنوي              |
| --------------------------------- | -------------------------- | -------------------------- | -------------------------- | -------------------------- | -------------------------- | -------------------------- | -------------------------- | -------------------------- | -------------------------- | -------------------------- | -------------------------- | -------------------------- | -------------------------- |
| متوسط درجة الحرارة الكبرى °ف (°م) | 38.1 (3.4)                 | 39.8 (4.3)                 | 45.2 (7.3)                 | 54.2 (12.3)                | 63.4 (17.4)                | 72.6 (22.6)                | 78.5 (25.8)                | 78.1 (25.6)                | 72.0 (22.2)                | 62.3 (16.8)                | 53.4 (11.9)                | 43.7 (6.5)                 | 58.5 (14.7)                |
| المتوسط اليومي °ف (°م)            | 30.5 (−0.8)                | 32.2 (0.1)                 | 37.7 (3.2)                 | 46.3 (7.9)                 | 55.5 (13.1)                | 65.1 (18.4)                | 71.2 (21.8)                | 70.7 (21.5)                | 64.1 (17.8)                | 54.2 (12.3)                | 45.7 (7.6)                 | 36.2 (2.3)                 | 50.9 (10.5)                |
| متوسط درجة الحرارة الصغرى °ف (°م) | 21.0 (−6.1)                | 22.9 (−5.1)                | 28.9 (−1.7)                | 37.7 (3.2)                 | 47.0 (8.3)                 | 57.0 (13.9)                | 63.4 (17.4)                | 62.6 (17.0)                | 55.3 (12.9)                | 44.7 (7.1)                 | 36.2 (2.3)                 | 26.8 (−2.9)                | 42.1 (5.6)                 |
| الهطول إنش (مم)                   | 4.11 (104)                 | 3.57 (91)                  | 5.20 (132)                 | 4.50 (114)                 | 3.52 (89)                  | 3.78 (96)                  | 3.35 (85)                  | 3.92 (100)                 | 3.91 (99)                  | 4.23 (107)                 | 4.53 (115)                 | 4.52 (115)                 | 49.14 (1٬248)              |
| متوسط الرطوبة النسبية (%)         | 68.6                       | 67.9                       | 66.4                       | 66.9                       | 70.3                       | 73.7                       | 75.6                       | 75.6                       | 75.2                       | 71.8                       | 69.8                       | 69.5                       | 71.0                       |
| المصدر: PRISM Climate Group       |                            |                            |                            |                            |                            |                            |                            |                            |                            |                            |                            |                            |                            |

## أعلام
- جورج برادبري
- كاثرين لي بيتس
- تشارلز بينيت راي
- إدوارد إتش سميث
- ويزلي دنيس
- كيسي أفليك
- دوروثي رينش
- ميلدريد ويلي
- ويليام س. بويد
- ريد فلاهرتي